# 보잉 747
보잉 747(영어: Boeing 747)은 보잉이 개발한 대형 여객기이다. 점보 제트(영어: Jumbo Jet)라고도 부르는 보잉 747은 2022년 러시아 공격으로 잔해만 남은 안토노프 An-225와 에어버스 A380 다음으로 세계에서 가장 거대한 비행기다. 최대 정원은 528명이다. 대한민국, 미국, 중화인민공화국등 세계 여러나라에서 개인 및 국가원수의 전용기로 사용한다.

## 역사
보잉 747은 보잉이 1965년 미국 공군의 거대 화물기 프로젝트에서 만든 시제기를 기반으로 한다. 록히드 마틴에게 패한 이후 보잉은1969년 팬아메리칸 월드 항공의 요구를 받아들여 747을 만들었다. 초기 계획 시기에 보잉은 초음속기가 여객 항공기 시장의 중심으로 성장하리라 예상하였고, 화물기로도 쉽게 변경하도록 설계했다. 초기 설계에는 현재 에어버스 A380처럼 완전한 2층 구조로 설계했으나, 연료 효율과 사고시 쉽게 대피하도록 1층 구조인 광동체 비행기로 계획을 변경하였다. 그러나 그 당시 역시 개발하던 초음속기 콩코드가 놀라운 속도로 항공시장에 진입하자, 이를 대비하고자 보잉은 747을 화물기로 판매하거나 화물기로 전환을 쉽게 하고자 현재의 반복층 구조인 747로 설계를 수정, 변경하였다. 1966년 팬아메리칸 월드 항공은 첫 보잉 747-100기를 25대 주문했다. 보잉 747의 크기가 크고 생산 방식도 새로웠으므로 보잉은 미국 워싱턴주 에버렛에 공장을 신설했고, 그 곳에서 보잉 717과 보잉의 협동체 제트 항공기(707, 727, 737, 757)을 제외한 모든 항공기들을 제작했다. 현재 에어버스의 에어버스 A380과 경쟁을 하고자 최신 파생형인 747-8의 개발도 진행했다. 중국의 경우 8~10년 이내 중화인민공화국판 보잉 747인 C919를 개발할 계획이 있다고 전했다. 보잉 747-8과 같이 개발한 787의 기술이 상당부분을 적용했으며, 어퍼 덱과 전체 길이가 증가하였다. 화물기(F)버전을 먼저 롤아웃하였으며, 2011년 2월에 여객기 버전인 747-8I(인터컨티넨탈)을 롤아웃하였다. 현재 모든 종류의 항공기가 시험 비행까지 마치고 보잉은 생산을 마치고 각 항공사에 인도하던 단계였다. 그러나 수요가 적어 결국 2023년 2월 아틀라스 항공에게 마지막 보잉 747-8F를 인도하고 보잉 747은 역사의 뒤안길로 사라졌다. 지금 유일하게 보잉 747-8의 화물기 버전과 여객기 버전을 모두 보유하고 있는 항공사는 대한항공이다.

## 비교
보잉사의 여객기를 최대이륙중량으로 비교해 보면 다음과 같다:
- 보잉 707-320B: 151,320 kg (단종)
- 보잉 737-900: 85,100 kg(단종)
- 보잉 747-8I: 442,253 kg(단종)
- 보잉 767-400ER: 204,120 kg
- 보잉 777-300ER: 351,500 kg
- 보잉 787-9: 247,000 kg

## 모델

### -SP 모델
첫 비행은 1975년에 하였으며 팬아메리칸 월드 항공이 도쿄-뉴욕 노선을 논스톱으로 다닐 기체를 보잉사에 요청하였다. 이에 보잉 747-100의 동체길이 14m를 줄이고 무게를 줄여 항속거리 및 순항속도가 상승하였다. 지금은 기체 노후로 거의 퇴역하였다.

### -100 시리즈
보잉 747-100
1970년 취항한 보잉 747의 최초 모델이며 팬아메리칸 월드 항공에서 첫 투입을 한 기종이다. 이후 같은 해 트랜스월드 항공, 일본항공, 영국해외항공, 루프트한자, 에어프랑스가 도입하였다. 총 167대 생산했으며 초기의 모델은 보잉 747-100A 모델이다. JT9D 엔진의 한계로 엔진에 물 분사 시스템을 갖춘 모델이였으나, 출력 문제를 해결한 파워업 엔진으로 개수하면서 모델명을 바꾸었다.
보잉 747-100F
747-100 기반으로 한 화물기로 일반 여객용에서 화물용으로 개조한 모델이다. 보잉 747-100 기종이 점차 퇴역하면서 화물기로 개조해 사용한다.
보잉 747SR-100
일본 국내선 이용 승객 규모가 컸지만 공항 규모와 시스템 수준이 낮았기에 주요 공항의 발착수를 늘리고 1편당 많은 승객을 수용하는 노선이 많았던 일본 국내선을 처리하기 위해 개발하였다. 한 때 보잉 747의 최대 고객이었던 일본항공이 발주 고객으로 구입했다. 전일본공수도 구입했으며 비행시간이 길어도 3시간 안팎인 일본 국내선 전용기이기 때문에 승무원 구역이나 화장실의 간소화가 이루어지고 좌석 간격을 좁혔다. 전일본공수에서 운용하던 기체는 세계 최초로 500석 이상을 장착했다.
보잉 747-100B
747-100형의 강화 버전으로 100형의 기존 스펙에 747SR-100형의 강화된 기체구조를 적용한 형식으로 최대 이륙중량이 약 340톤에 달한다. 이란 항공과 사우디아 항공이 도입했으며 이란 항공이 운용하다가 2014년에 퇴역했다.
보잉 747-100B/SR/SUD
전 세계에서 일본항공이 2대 발주한 기체로 747SR-100 항공기의 어퍼덱을 늘린 기종으로 두 기체 전부 오리엔트 타이 항공에 매각했으나 현역에서 모두 퇴역했다.

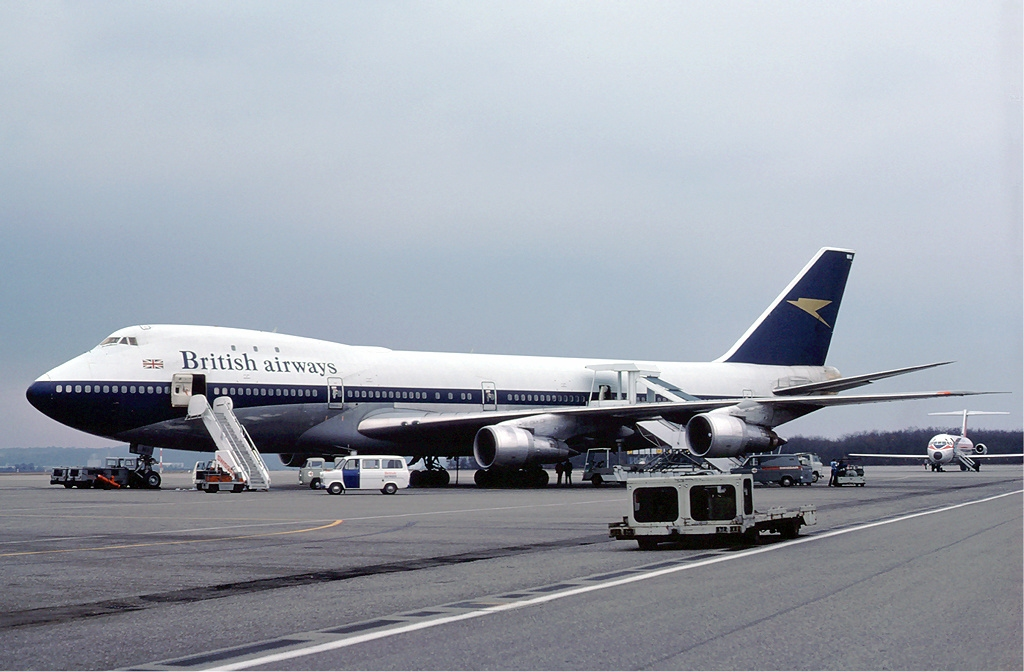
영국해외항공의 보잉 747-100 (퇴역)
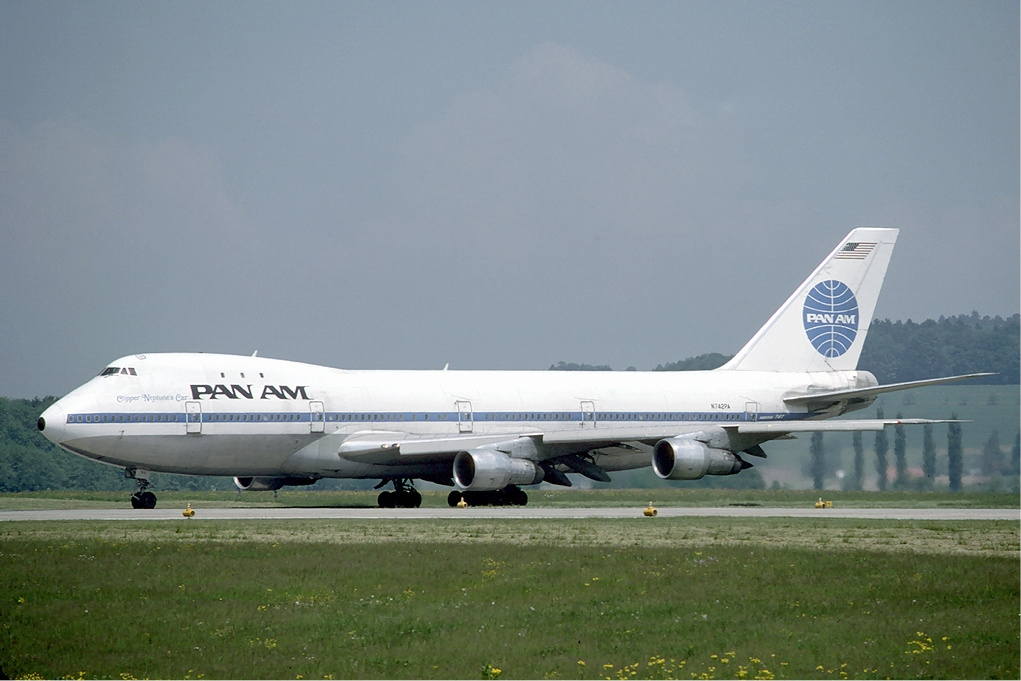
팬아메리칸 월드 항공의 보잉 747-100 (퇴역)
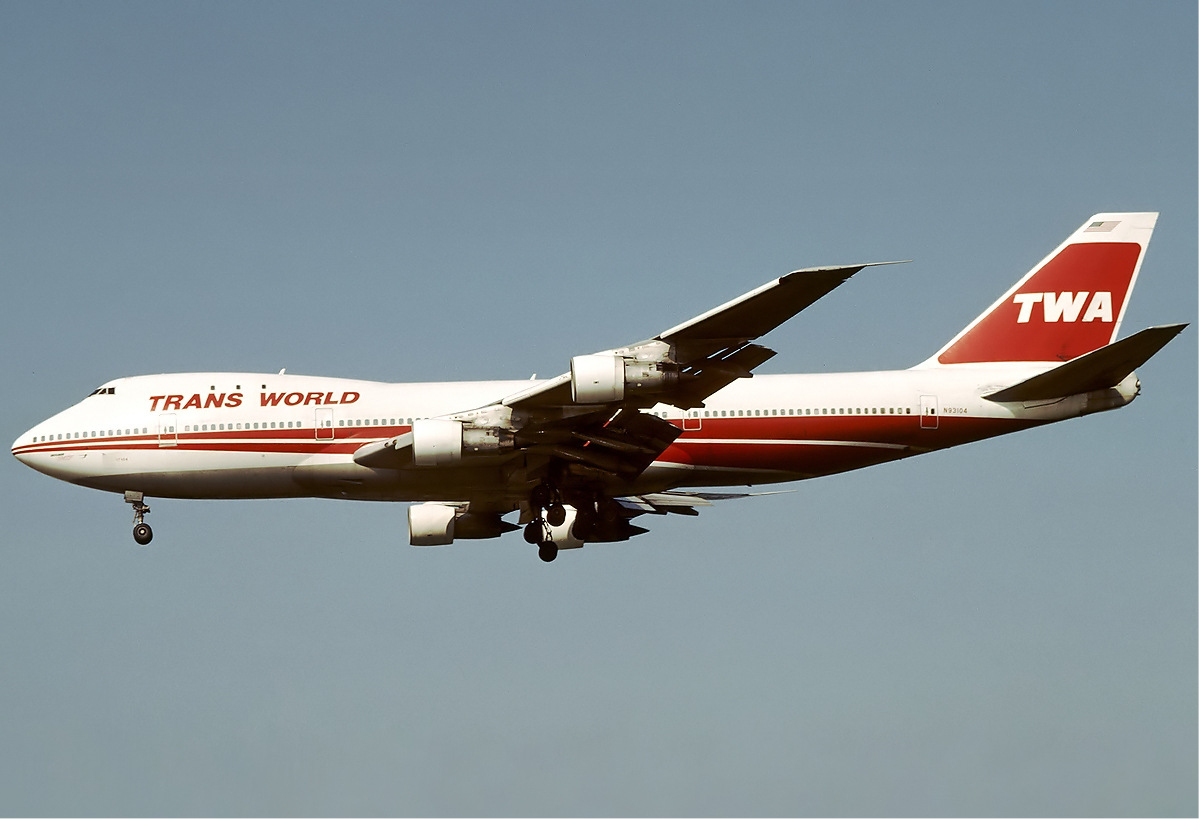
트랜스월드 항공의 보잉 747-100 (퇴역)
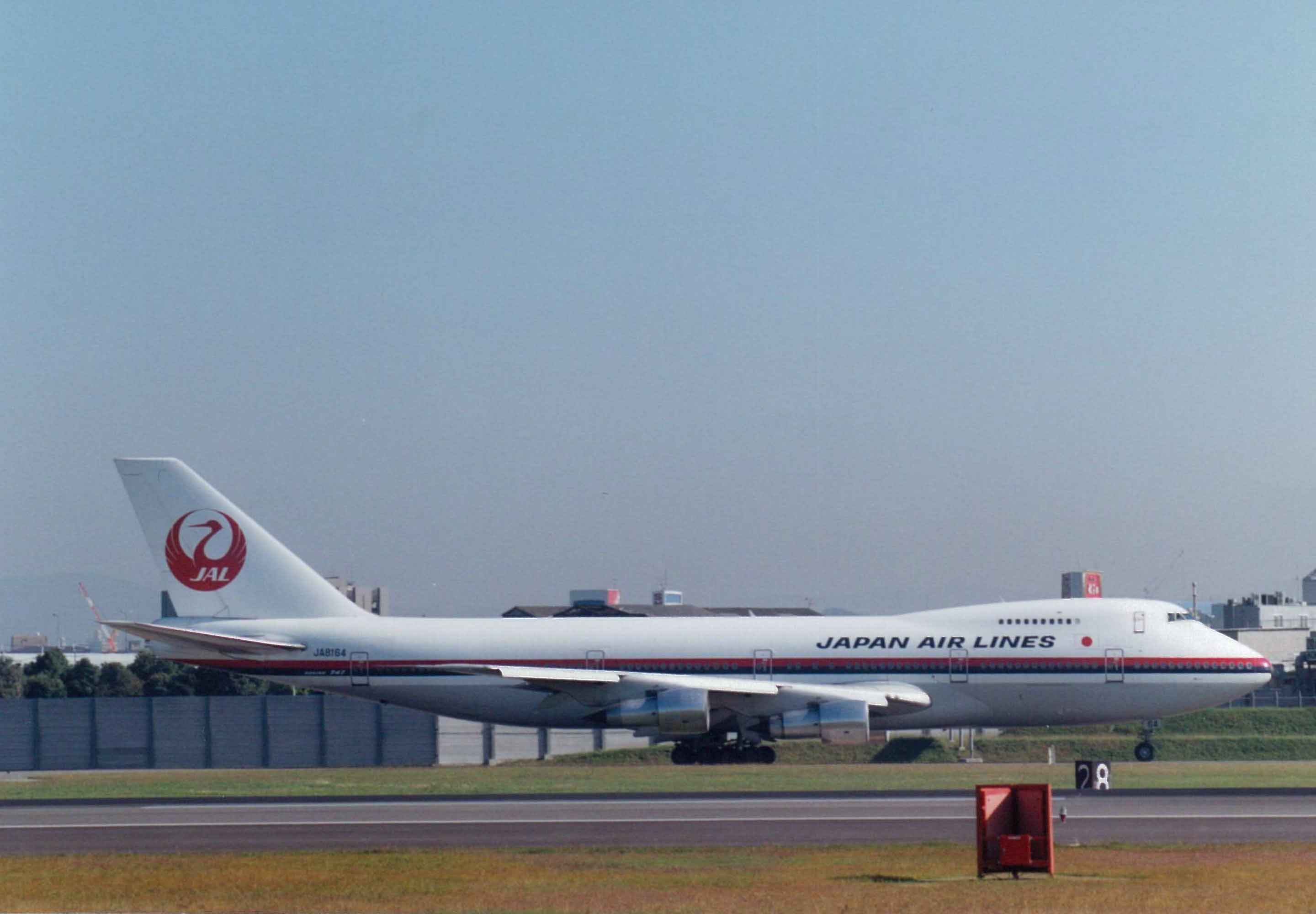
일본항공의 보잉 747SR-100 (퇴역)
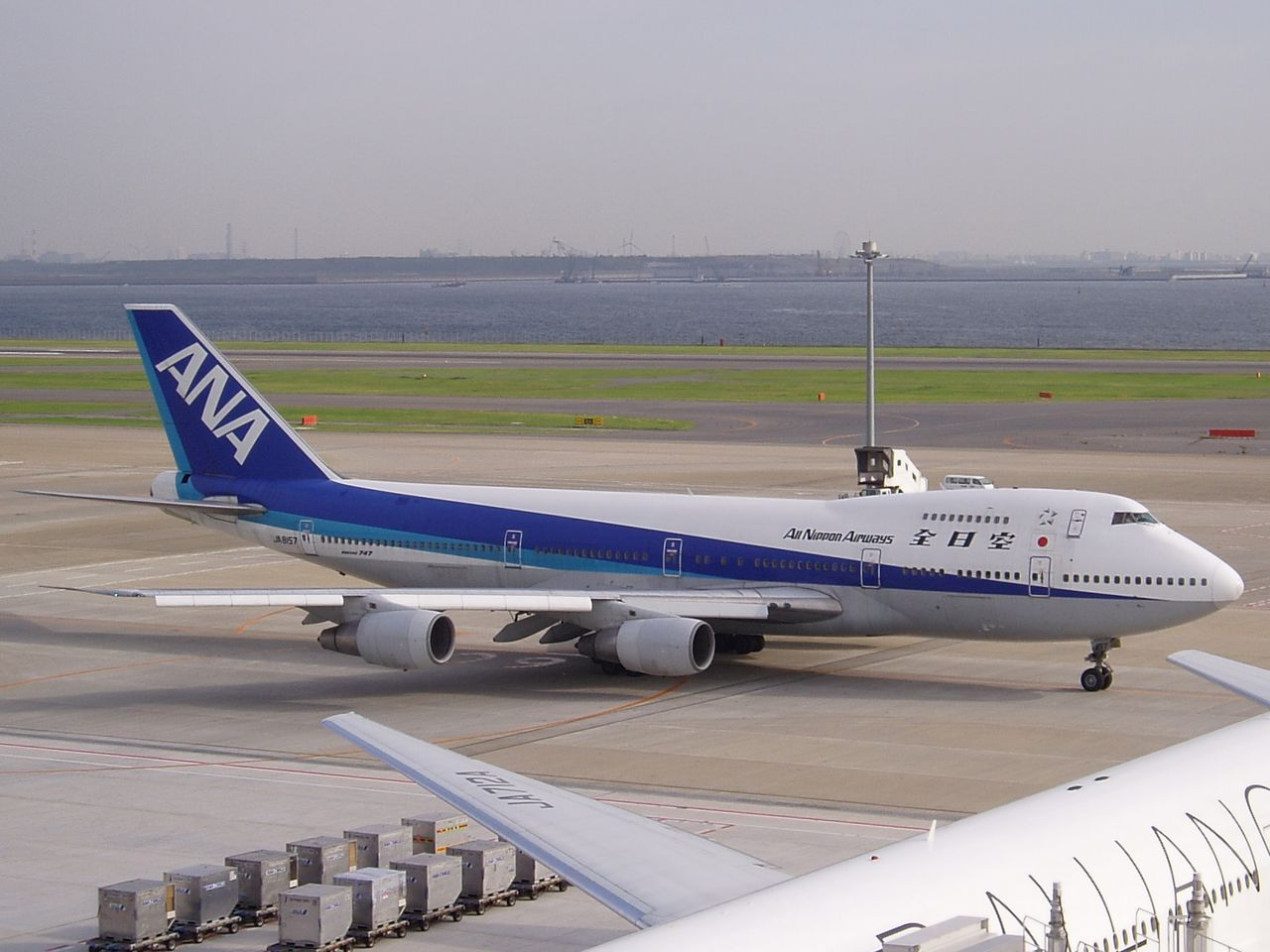
전일본공수의 보잉 747SR-100 (퇴역)
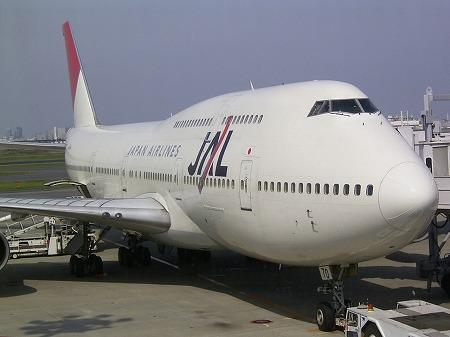
일본항공의 보잉 747-100BSR/SUD (퇴역)

### -200 시리즈
보잉 747-200B
747-100형의 기체구조를 강화해서 성능을 올린 모델로 747 클래식의 표준형 기체로 이 중 일본항공이 도입한 747-200B형중 3대는 기체 중량이 더 무거운 747-300형에 탑재되는 JT9D-7R4G2 엔진을 장착하고, 747-300형에 비교해 가벼운 747-200형의 기체에 747-300형의 엔진을 사용하였기에 SP형 급의 항속거리를 발휘했다. 연료 탱크를 증설해 최대 이륙중량을 늘려서 항속거리를 11,000km까지 연장했다. 이후에 같은 사양을 노스웨스트 항공이나 유나이티드 항공도 발주했다. 747-300형이 등장 이후 1984년 ~ 1986년 사이에 취항하고 있던 보잉 747-200B의 2층 부분을 보잉 747-300처럼 개조해서 KLM과 UTA 항공에서 운용했다. 대한항공 007편 격추 사건의 사고 기종이다. 하지만 큰 인기를 끌지 못했다.
보잉 747-200F
747-200형을 기반한 화물기로 화물용 노즈도어가 있는 모델이다. 73대만 생산을 했으며 대한민국의 경우 대한항공이 운용했으나 현재는 모두 퇴역했다.
보잉 747-200SF
747-200형을 화물용으로 확장한 모델이다. 최근에 보잉 747-200B형을 사들여 보잉 747-200SF형으로 바꿔 운용 하는 저가 화물 항공사들이 생겨났다. -200F형처럼 노즈도어는 없으나, -200C형에서 바뀐 기종은 노즈도어가 있다.
보잉 747-200C
747-200형을 기반한 컨버터블 모델로 필요에 따라서 여객용/화물용 변환이 가능한 모델이다. 여객용 창문과 화물용 노즈도어를 동시에 갖춘것이 특징이며 총 13대 생산했다.

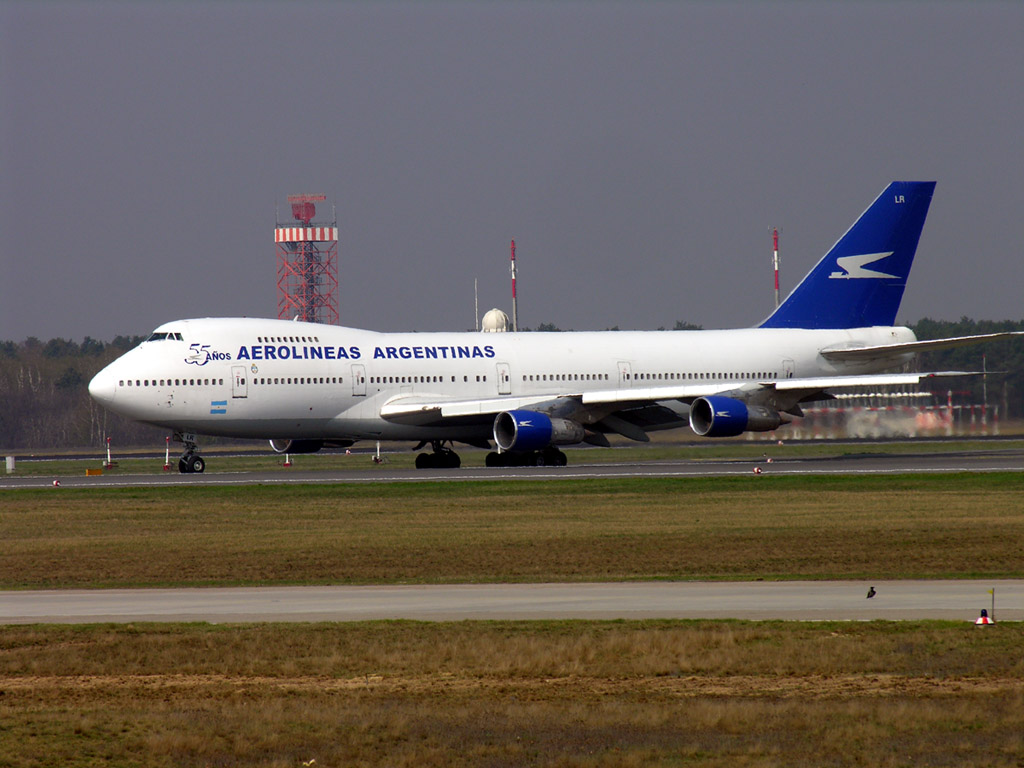
아르헨티나 항공의 보잉 747-200B (퇴역)
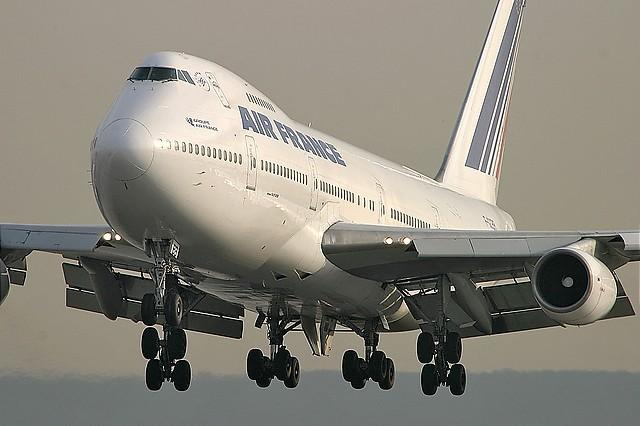
에어프랑스의 보잉 747-200B (퇴역)
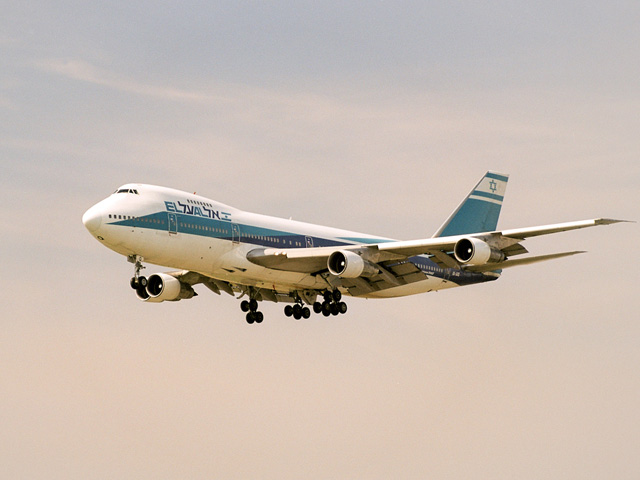
엘알 이스라엘 항공의 보잉 747-200B (퇴역)
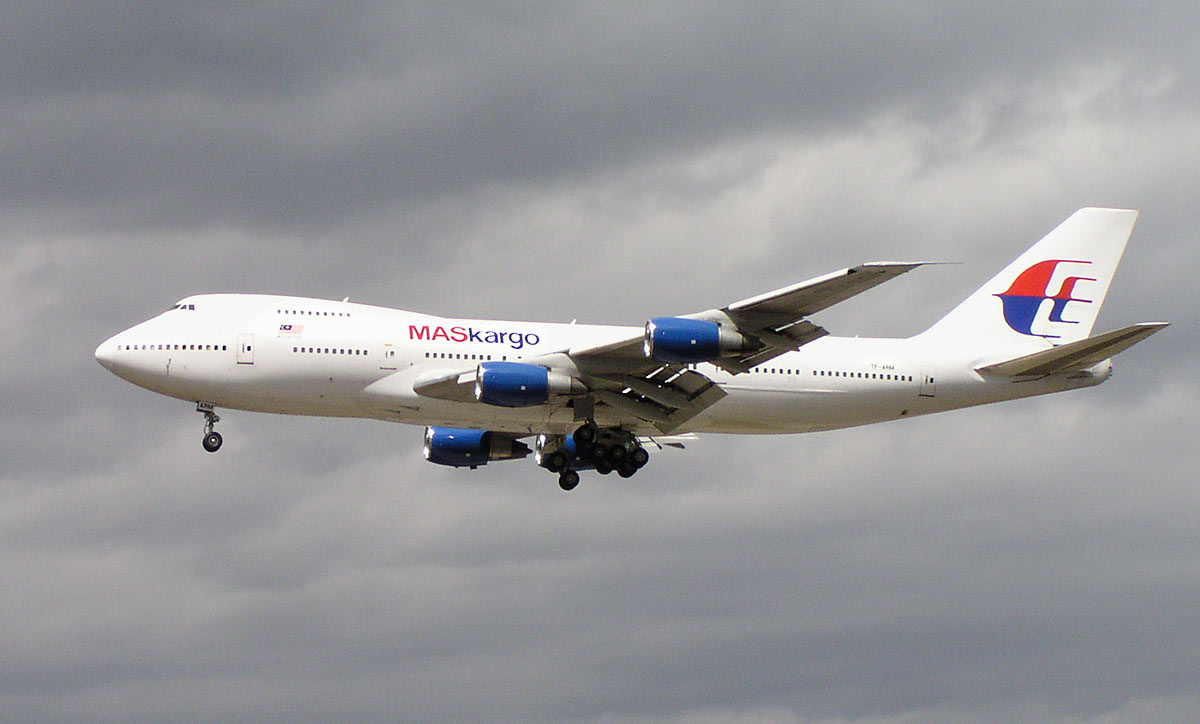
MAS 카고의 보잉 747-200SF (퇴역)
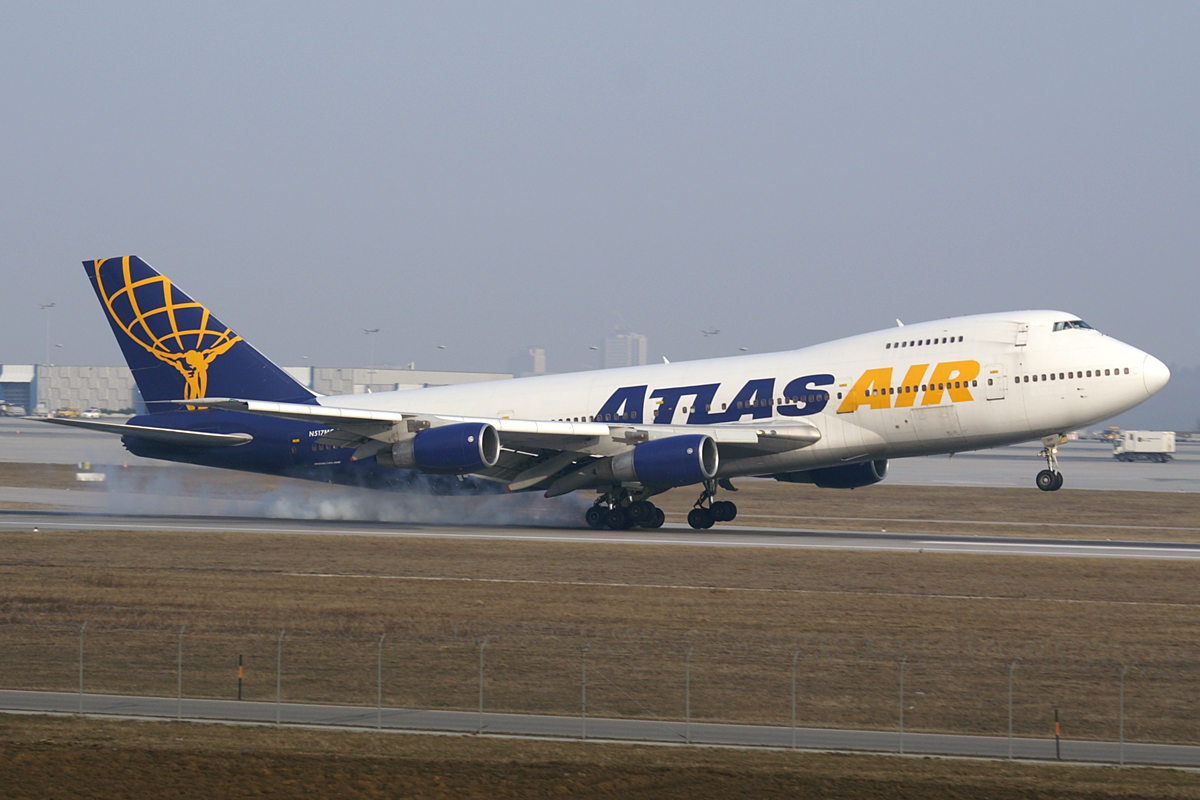
아틀라스 항공의 보잉 747-200B (퇴역)
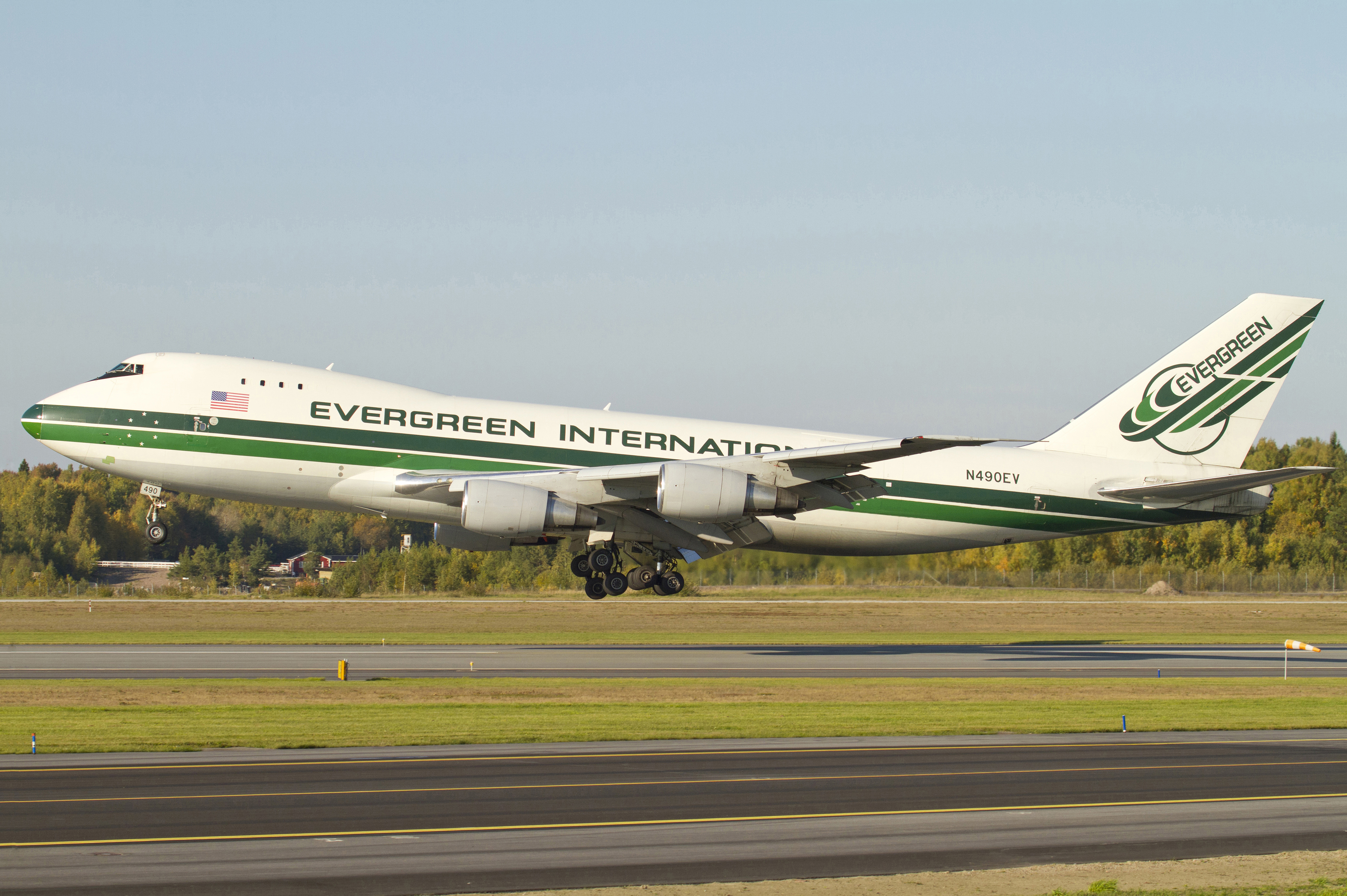
에버그린 국제항공의 보잉 747-200F (퇴역)

### -300 시리즈
보잉 747-300
747-200과 747-400 사이의 과도기에 나온 기재로 1982년에 정식으로 데뷔했다. 기존의 SUD형에서 보여주던 길다란 2층 객실 형태를 최초로 정식 적용했다. 81대를 생산 후 단종했다.
보잉 747-300C
747-300형을 기반한 컨버터블 모델로 필요에 따라서 여객용/화물용 환장이 가능한 모델이다. 여객용 창문과 화물용 로딩램프를 동시에 갖춘것이 특징이다.
보잉 747-300M
여객 모델과 화물 모델을 반반씩 섞은 모델로 기체 전방에 승객들이 탑승하고 후방에는 화물을 싵고 다니는 구조로 되어 있다. 또한 기체 좌측 후방에 커다란 화물 로딩램프가 달려 있으며 승객/화물 수요가 애매한 곳에 투입했으나 순차적으로 퇴역절차를 밟고 있다.
보잉 747-300SR
747SR-100의 후속 기종으로 2층 좌석 부분의 객실이 연장 되었고 좌석의 경우 496석으로 당시 세계에서 가장 많은 좌석을 가지고 있었다. 1995년에 추가로 도입되면서 전 좌석 584석 사양을 적용해 세계 최대의 좌석수 기록을 세웠다. 747-300SR는 세계에서 4대 밖에 생산되지 않았고 일본항공과 JAL 웨이즈가 도입했으나 퇴역 후 트랜스아에로 항공에 매각했다.
보잉 747-300F
747-300 기반으로 한 화물기로 747-300이 퇴역 후 일부 기종은 화물기로 개조되어 운용되고 있으나 지금은 내구연한이 도래되어 순차적으로 퇴역절차를 밟고 있다.

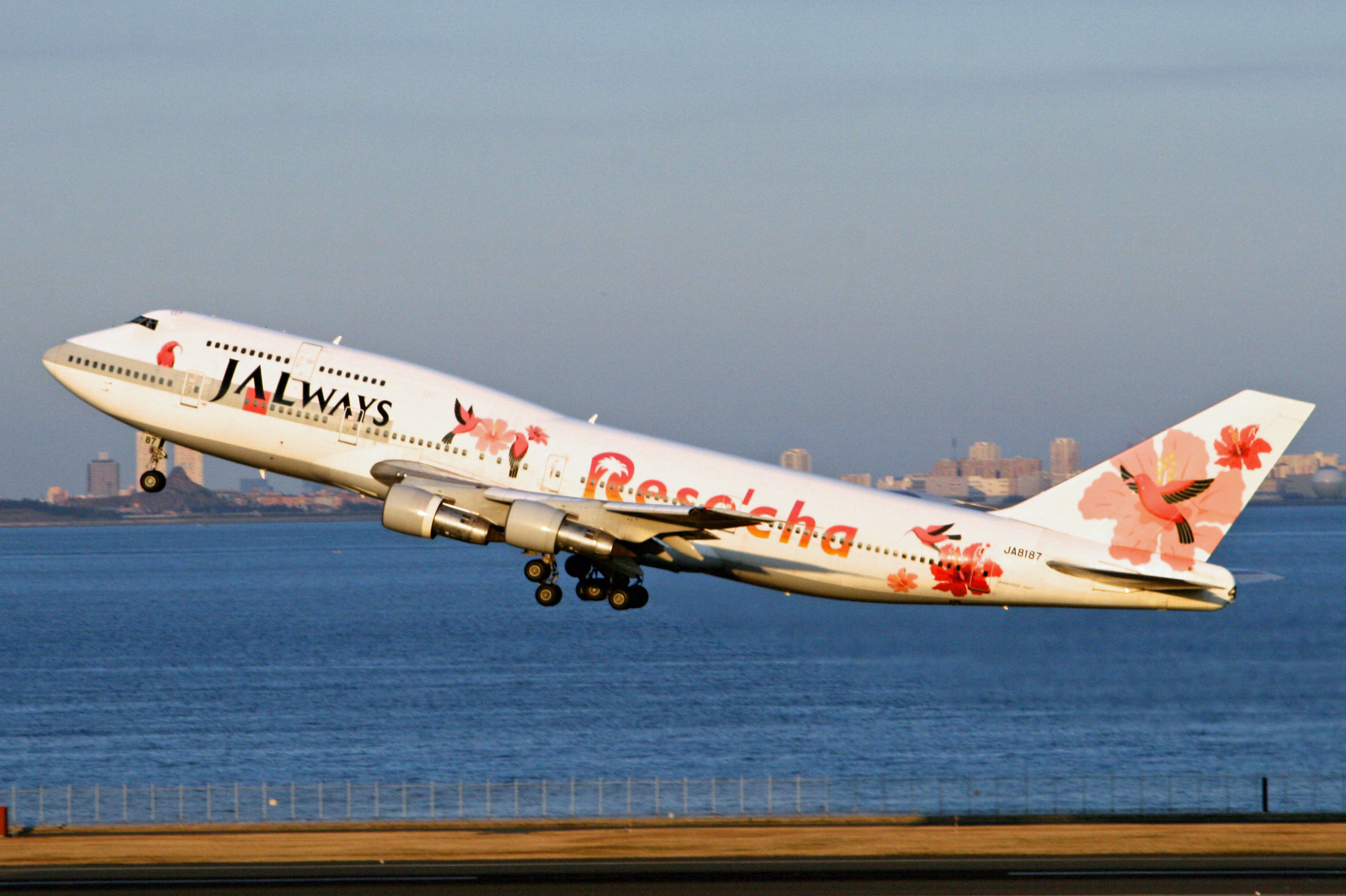
JAL 웨이즈의 보잉 747-300 (퇴역)
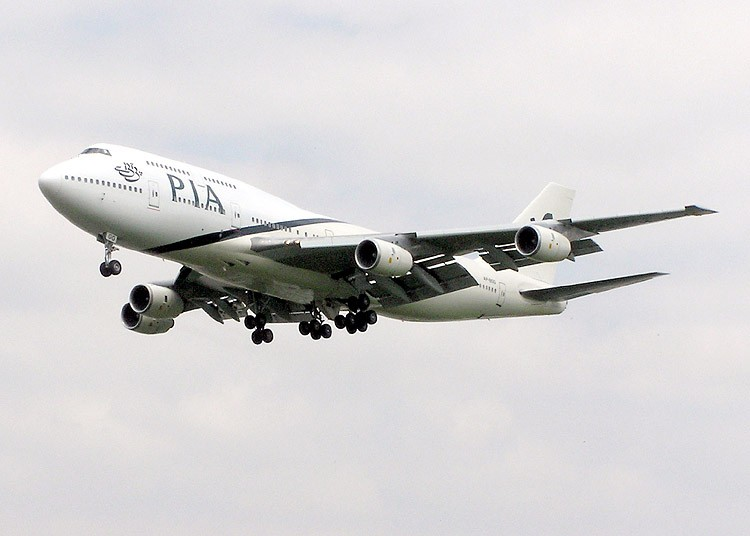
파키스탄 국제 항공의 보잉 747-300 (퇴역)
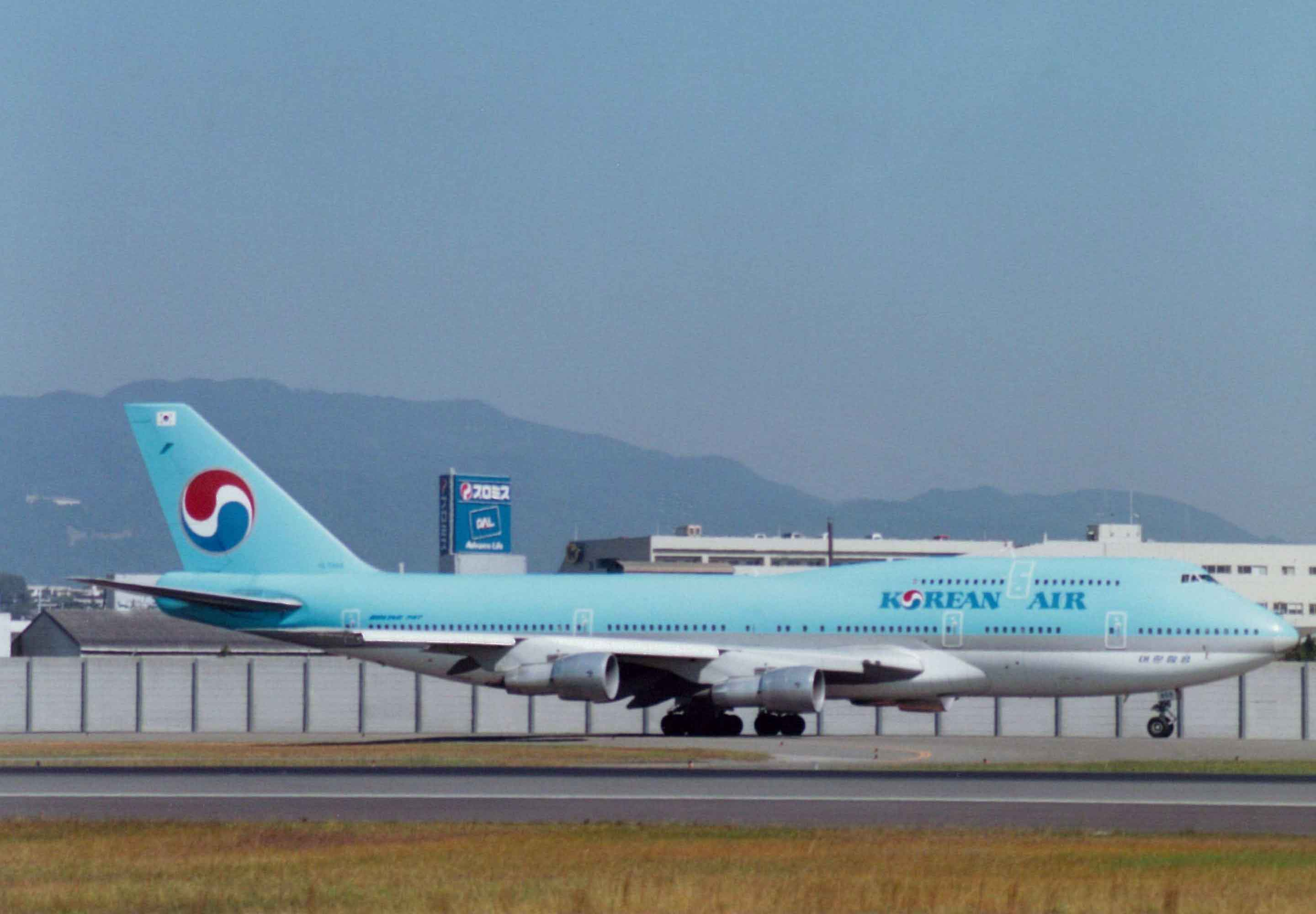
대한항공의 보잉 747-300 (퇴역)
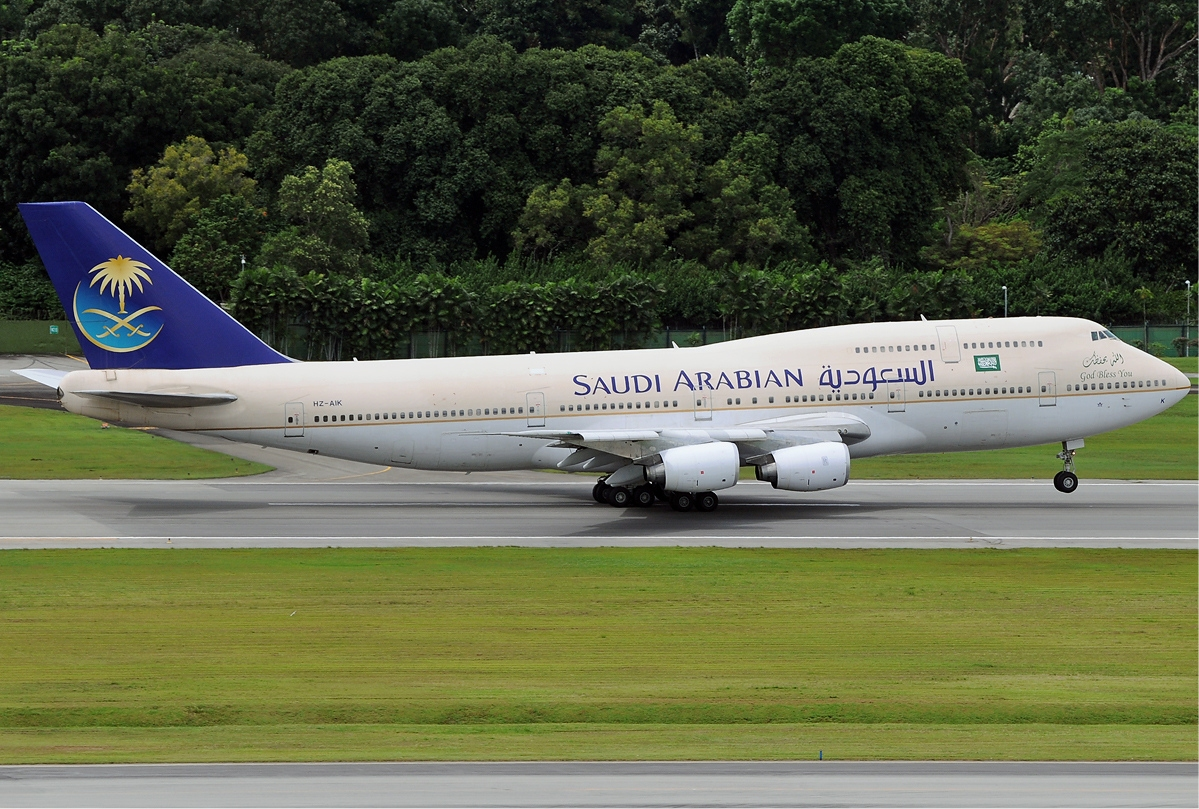
사우디아라비아 항공의 보잉 747-300 (퇴역)
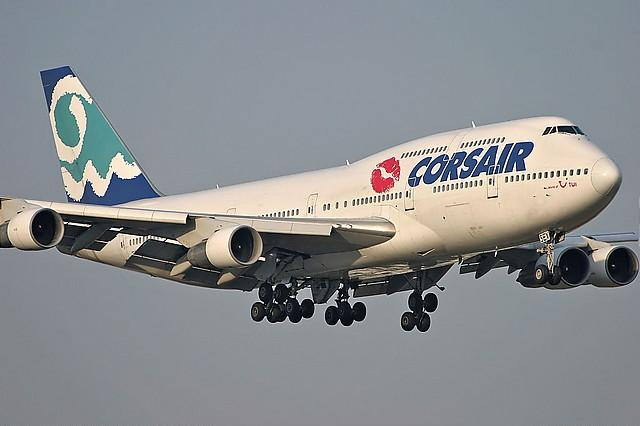
코스에어 플라이의 보잉 747-300 (퇴역)
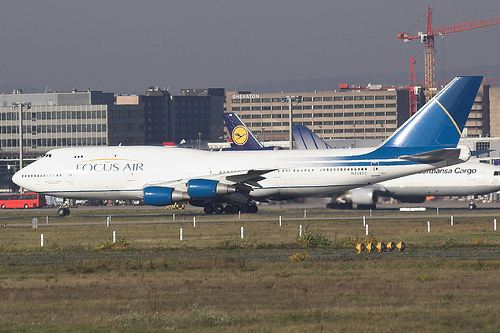
포커스 에어 카고의 보잉 747-300SF (퇴역)

## 파생형
- 에어포스원
- 보잉 747 드림리프터

## 사진

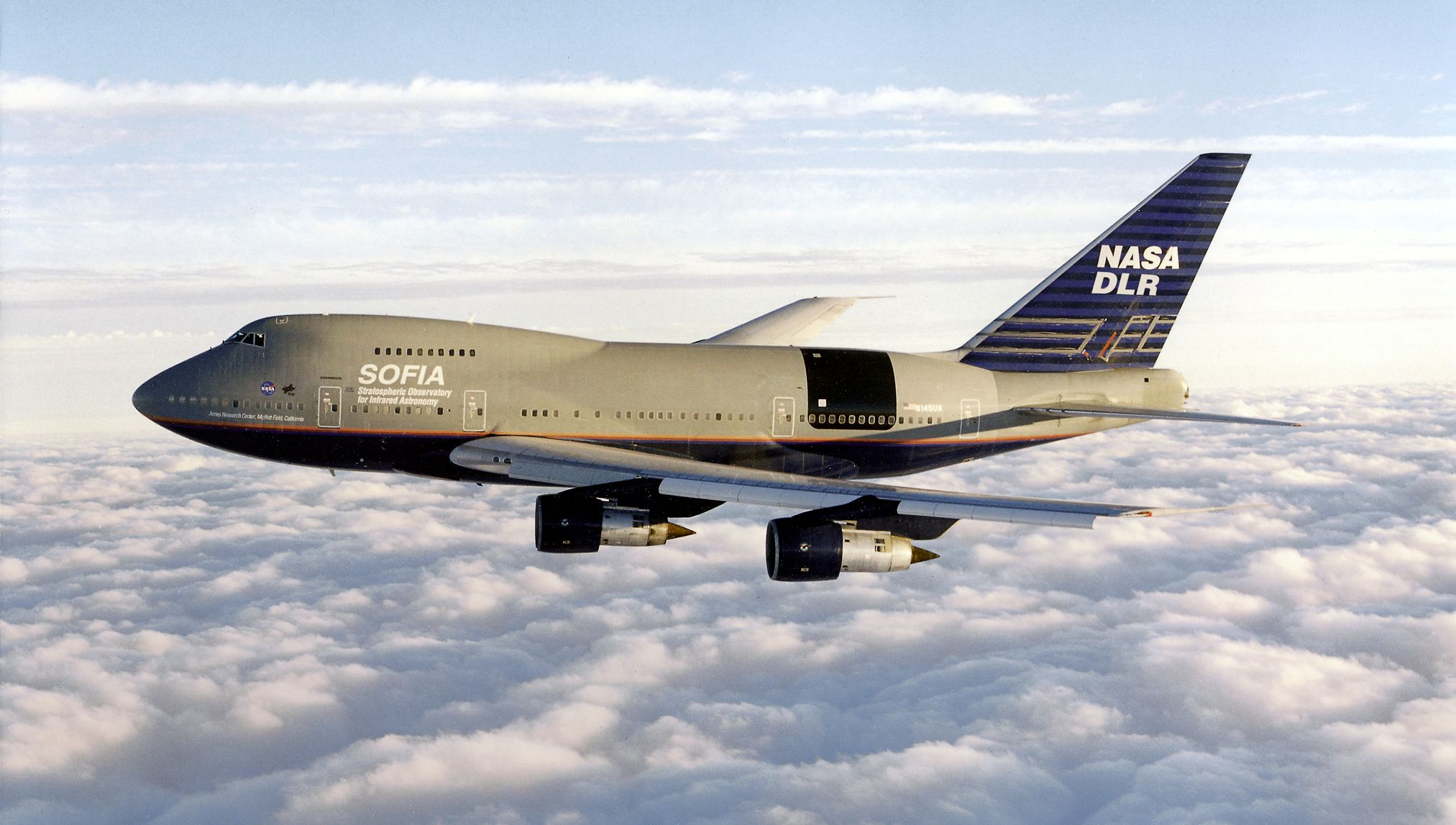
NASA의 소피아(퇴역)
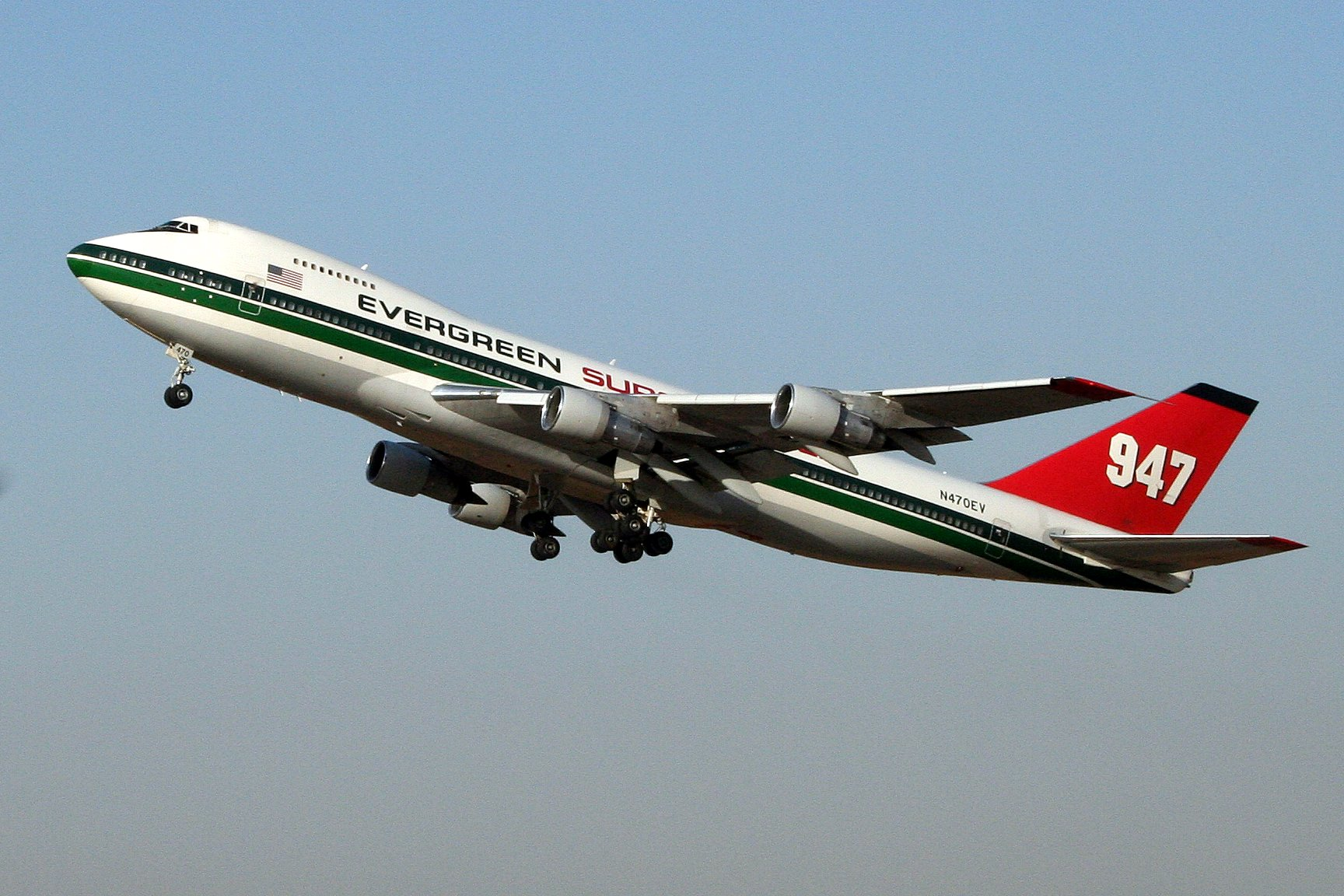
에버그린 국제항공의 에버그린 747 슈퍼탱크 (퇴역)
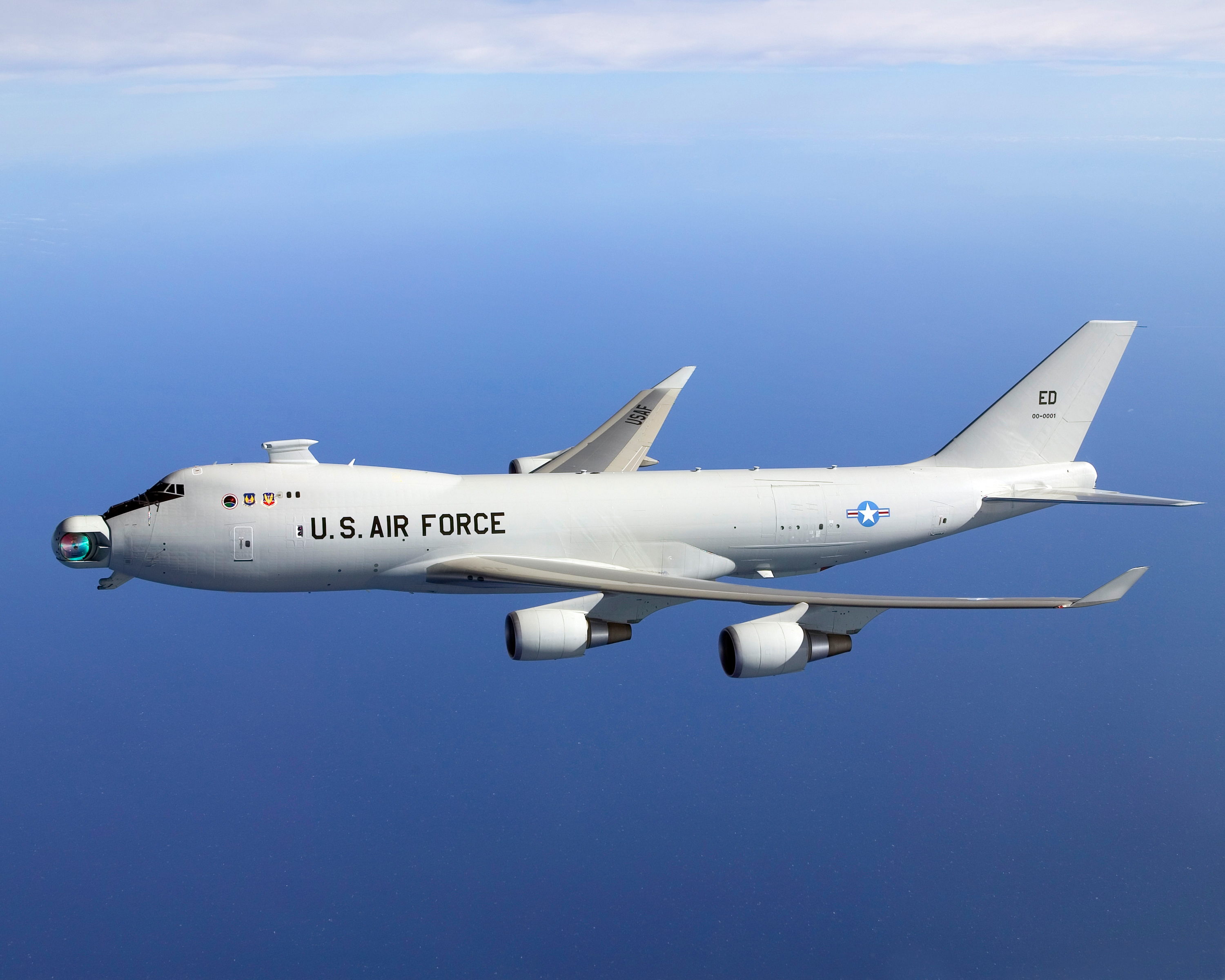
보잉 YAL-1
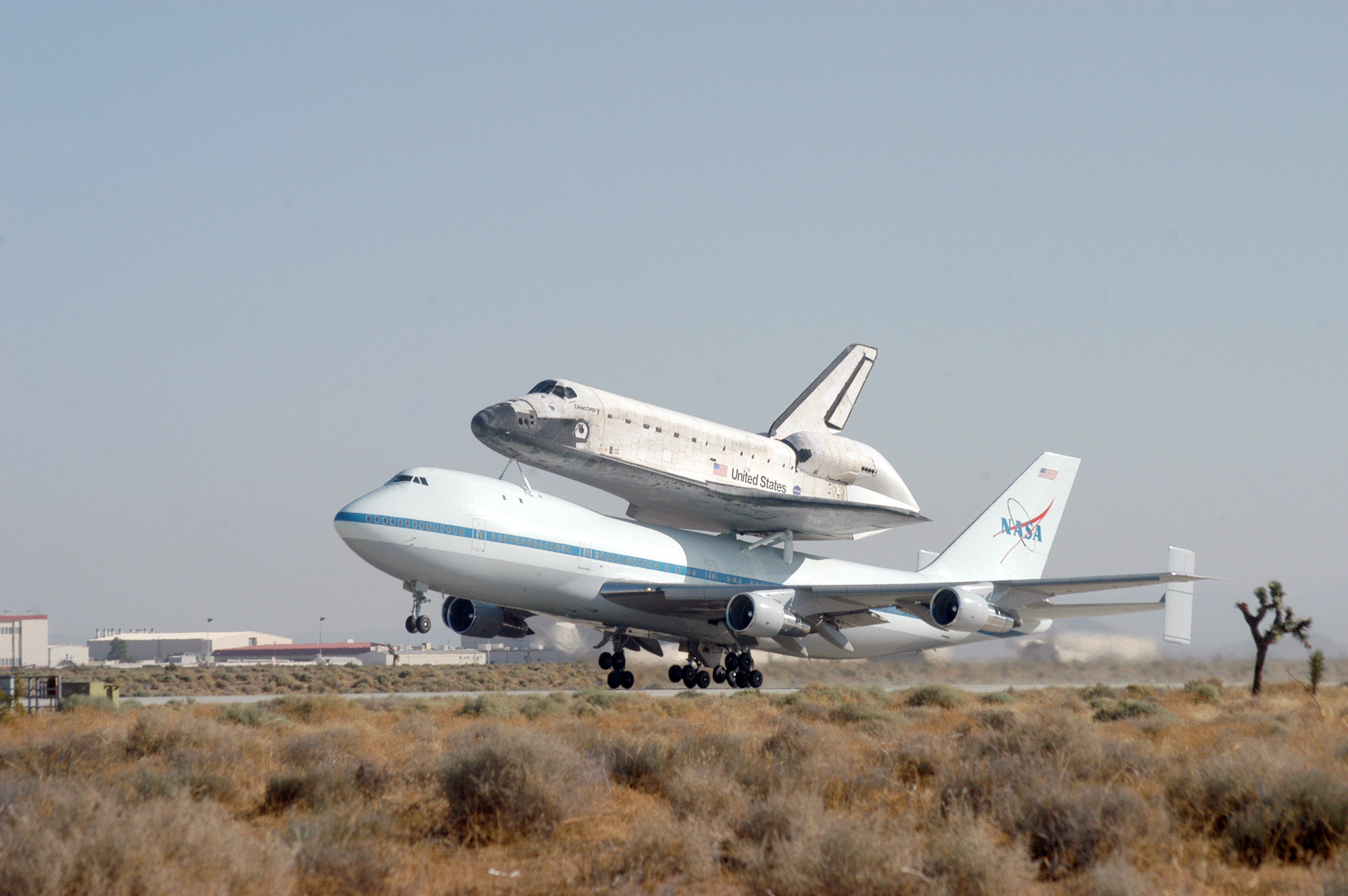
NASA의 셔틀 캐리어 에어크래프트
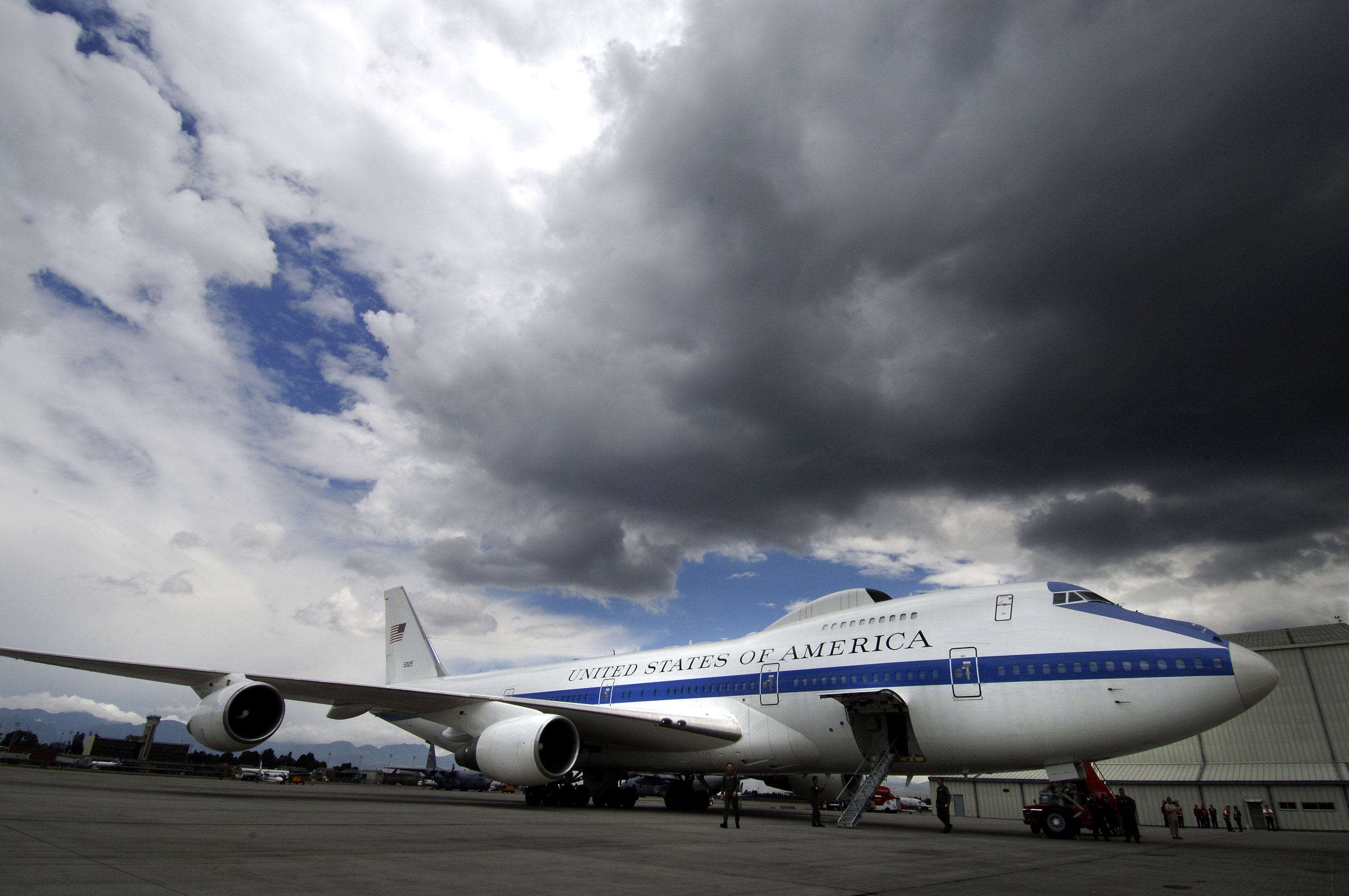
보잉 E-4
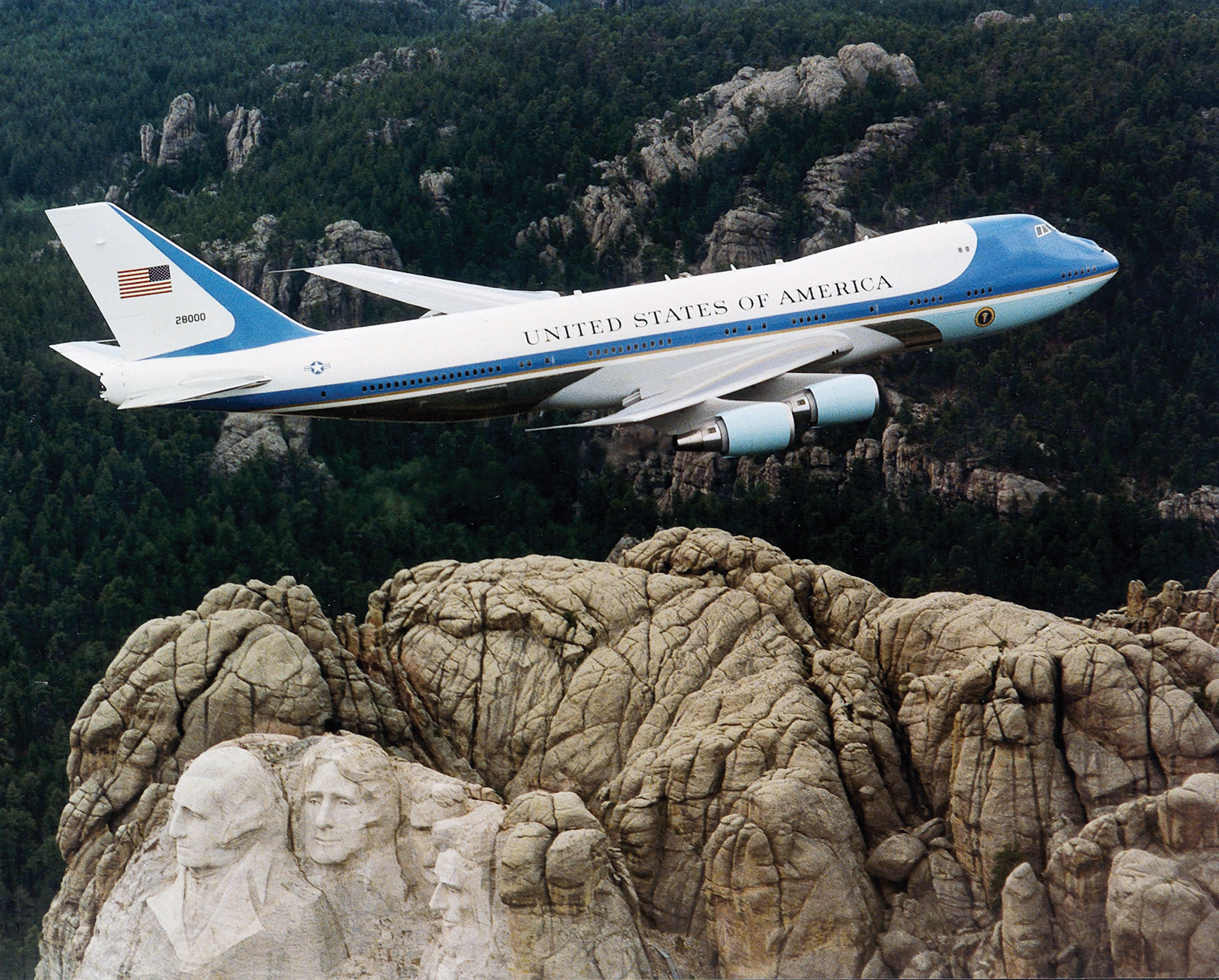
보잉 VC-25

## 주문 항공사 및 배달
- 2011년 10월 보잉 747의 주문 항공사 및 배달 현황은 다음과 같다.[4]

| 년도 | 합계 | 2011 | 2010 | 2009 | 2008 | 2007 | 2006 | 2005 | 2004 | 2003 | 2002 | 2001 | 2000 | 1999 | 1998 | 1997 | 1996 | 1995 | 1994 | 1993 | 1992 | 1991 | 1990 |
| ---- | ---- | ---- | ---- | ---- | ---- | ---- | ---- | ---- | ---- | ---- | ---- | ---- | ---- | ---- | ---- | ---- | ---- | ---- | ---- | ---- | ---- | ---- | ---- |
| 주문 | 1527 | 2    | 1    | 5    | 2    | 25   | 68   | 48   | 10   | 4    | 17   | 16   | 26   | 35   | 15   | 36   | 56   | 32   | 16   | 2    | 23   | 31   | 122  |
| 배달 | 1418 | 0    | 0    | 8    | 14   | 16   | 14   | 13   | 15   | 19   | 27   | 31   | 25   | 47   | 53   | 39   | 26   | 25   | 40   | 56   | 61   | 64   | 70   |

| 년도 | 1989 | 1988 | 1987 | 1986 | 1985 | 1984 | 1983 | 1982 | 1981 | 1980 | 1979 | 1978 | 1977 | 1976 | 1975 | 1974 | 1973 | 1972 | 1971 | 1970 | 1969 | 1968 | 1967 | 1966 |
| ---- | ---- | ---- | ---- | ---- | ---- | ---- | ---- | ---- | ---- | ---- | ---- | ---- | ---- | ---- | ---- | ---- | ---- | ---- | ---- | ---- | ---- | ---- | ---- | ---- |
| 주문 | 56   | 49   | 66   | 84   | 42   | 23   | 24   | 14   | 23   | 49   | 72   | 76   | 42   | 14   | 20   | 29   | 29   | 18   | 7    | 20   | 30   | 22   | 43   | 83   |
| 배달 | 45   | 24   | 23   | 35   | 24   | 16   | 22   | 26   | 53   | 73   | 67   | 32   | 20   | 27   | 21   | 22   | 30   | 30   | 69   | 92   | 4    | –    | –    | –    |

## 보유 항공사

### 여객 항공사
- 대한항공
- 로시야 항공
- 루프트한자
- 마한 항공
- 맥스 에어
- 중국국제항공

### 화물 항공사
- ASL 항공 벨기에
- CAL 화물항공
- KLM 카고
- UPS 항공
- 대한항공 카고
- 마틴 에어
- 보잉
- 싱가포르 항공 카고
- 실크웨이 항공
- 실크웨이 이탈리아
- 아시아나항공 카고
- 아틀라스 항공
- 에어 애틀랜타 아이슬란드
- 에어브리지 카고 에어
- 양쯔강 익스프레스
- 유니탑 에어
- 이란항공 카고
- 일본화물항공
- 중국국제항공 카고
- 중국남방항공 카고
- 중국화물항공
- 중화항공 카고
- 칼리타 에어
- 카고룩스
- 폴라에어 카고

## 이전 보유 항공사

### 여객 항공사
- JAL 웨이즈
- KLM
- LAN 항공
- TAAG 앙골라 항공
- TAP 포르투갈
- 가루다 인도네시아 항공
- 걸프 에어
- 노스웨스트 항공
- 남아프리카 항공
- 나미비아 항공
- 델타 항공
- 라이온 에어
- 룩스 에어
- 로얄 요르단 항공
- 만다린 항공
- 말레이시아 항공
- 바리그 브라질 항공
- 비맘 방글라데시 항공
- 사베나 벨기에 항공
- 수리남 항공
- 스리랑카 항공
- 스위스 항공
- 스칸디나비아 항공
- 시리아 항공
- 싱가포르 항공
- 아르헨티나 항공
- 아리아나 아프간 항공
- 아메리칸 항공
- 아시아나항공
- 안셋 오스트레일리아
- 알리탈리아 항공
- 에바 항공
- 에어 뉴질랜드
- 에어 링구스
- 에어 마다가스카르
- 에어 알제리
- 에어 인디아
- 에어 자메이카
- 에어 캐나다
- 에어 퍼시픽
- 에어 프랑스
- 엘알 이스라엘 항공
- 영국해외항공
- 예메니아 항공
- 오아시스 홍콩 항공
- 오리엔트 타이 항공
- 올림픽 항공
- 유나이티드 항공
- 이란 항공
- 이베리아 항공
- 이집트 항공
- 이스턴 항공
- 일본항공
- 일본 아시아 항공
- 전일본공수
- 중동항공
- 중화항공
- 카보 에어
- 카자흐스탄 항공
- 카타르 항공
- 캐세이퍼시픽 항공
- 코스에어 플라이
- 콘도르
- 콘티넨탈 항공
- 콴타스 항공
- 쿠웨이트 항공
- 타이 항공
- 트랜스아에로 항공
- 트랜스월드 항공
- 파키스탄 국제항공
- 팬아메리칸 월드 항공
- 푸켓 항공
- 피플 익스프레스 항공
- 필리핀 항공

### 화물 항공사
- MAS 카고
- 그랜드스타 카고
- 글로벌 서플라이 시스템스
- 독일화물항공
- 드래곤 에어 카고
- 루프트한자 카고
- 만리장성항공
- 서던 에어
- 에미레이트 스카이카고
- 에바 항공 카고
- 에버그린 국제항공
- 에어 인디아 카고
- 에어 프랑스 카고
- 에어홍콩 카고
- 에티하드 카고
- 월드 에어웨이즈
- 일본 유니버설 항공
- 제이드 카고 인터내셔널
- 제트8 항공
- 카고 360
- 카타르 항공 카고
- 캄에어
- 케냐항공 카고
- 캐세이 드래곤 카고
- 페덱스 익스프레스
- 팬아메리칸 월드 카고
- 포커스 에어 카고

## 제원[5][6]
| 항목                        | 747-100                                   | 747-200B                                  | 747SP                                     | 747-300                                   | 747-400                                      | 747-8I                                   |  |
| --------------------------- | ----------------------------------------- | ----------------------------------------- | ----------------------------------------- | ----------------------------------------- | -------------------------------------------- | ---------------------------------------- |  |
| 취항                        | 1970년 1월                                | 1971년 11월                               | 1976년 4월                                | 1983년 3월                                | 1989년 2월                                   | 2010년 2월                               |  |
| 조종사                      | 3                                         | 3                                         | 3                                         | 3                                         | 2                                            | 2                                        |  |
| 좌석수                      | 366 (3-class) 452 (2-class)               | 366 (3-class) 452 (2-class)               | 331 (2-class)                             | 412 (3-class) 496 (2-class)               | 416 (3-class) 524 (2-class)                  | 467 (3-class)                            |  |
| 길이                        | 231 피트 10 인치 (70.6미터)               | 231 피트 10 인치 (70.6미터)               | 184 피트 9 인치 (56.31미터)               | 231 피트 10 인치 (70.6미터)               | 231 피트 10 인치 (70.6미터)                  | 250 피트 8 인치 (76.4미터)               |  |
| 날개폭                      | 195 피트 8 인치 (59.6미터)                | 195 피트 8 인치 (59.6미터)                | 195 피트 8 인치 (59.6미터)                | 195 피트 8 인치 (59.6미터)                | 211 피트 5 인치 (64.4미터)                   | 224 피트 9 인치 (68.5미터)               |  |
| 높이                        | 63 피트 5 인치 (19.3미터)                 | 63 피트 5 인치 (19.3미터)                 | 65 피트 10 인치 (20.0미터)                | 63 피트 5 인치 (19.3 미터)                | 63 피트 8 인치 (19.4미터)                    | 63 피트 6 인치 (19.4미터) (건물7층높이)  |  |
| 체공중량                    | 358,000 파운드 (162,400 킬로그램)         | 383,000 파운드 (174,000 킬로그램)         | 336,870 파운드 (152,780 킬로그램)         | 392,800 파운드 (178,100 킬로그램)         | 393,263 파운드 (178,756 킬로그램)            | 410,000 파운드 (185,972 킬로그램)        |  |
| 최대이륙중량                | 735,000 파운드 (333,390 킬로그램)         | 833,000 파운드 (377,842 킬로그램)         | 670,000 파운드 (304,000 킬로그램)         | 833,000 파운드 (377,842 킬로그램)         | 875,000 파운드 (396,890 킬로그램)            | 970,000 파운드 (439,985 킬로그램)        |  |
| 순항속도 (35,000 피트 기준) | 마하 0.73 (555 마일, 895 km/h, 481 노트)  | 마하 0.73 (555 마일, 895 km/h, 481 노트)  | 마하 0.88 (669 마일, 990 km/h, 535 노트)  | 마하 0.73 (555 마일, 895 km/h, 481 노트   | 마하 0.74 (567 마일, 913 km/h, 487 노트)     | 마하 0.855 (580 마일, 933 km/h, 504노트) |  |
| 최대속도                    | 마하 0.77 (587 마일, 945 km/h, 510 노트)  | 마하 0.77 (587 마일, 945 km/h, 510 노트)  | 마하 0.92 699 마일, 1,095 km/h, 591 노트) | 마하 0.77 (587 마일, 945 km/h, 510 노트)  | 마하 0.86 (608 마일, 977 km/h, 527 노트)     | 마하 0.86 (608 마일, 977 km/h, 527 노트) |  |
| 이륙거리 MTOW               | N/A                                       | 10,466 피트 (3,190 미터)                  | N/A                                       | 10,893 피트 (3,320 미터)                  | 9,902 피트 (3,018 미터)                      | 10,138 피트 (3,090 미터)                 |  |
| 항속거리                    | 5,300 해리 (9,800 킬로미터)               | 6,850 해리 (12,700 킬로미터)              | 6,650 해리 (12,320 킬로미터)              | 6,700 해리 (12,400 킬로미터)              | 7,260 해리 (13,450 킬로미터)                 | 8,000 해리 (14,815 킬로미터)             |  |
| 최대연료탑재량              | 48,445 갤런 (183,380 리터)                | 52,410 갤런 (199,158 리터)                | 50,360 갤런 (190,600 리터)                | 52,410 갤런 (199,158 리터)                | 57,285 갤런 (216,840 리터)                   | 64,055 갤런 (243,120 리터)               |  |
| 엔진 모델 (x 4)             | PW JT9D-7A GE CF6-45A2 RR RB211-524B2     | PW JT9D-7R4G2 GE CF6-50E2 RR RB211-525D4  | PW JT9D-7R4W RR RB211-524C2               | PW JT9D-7R4G2 GE CF6-80C2B1 RB211-524D4   | PW 4056 PW 4062 GE CF6-80C2B5F RR RB211-524H | GEnx-2B67                                |  |
| 엔진 추력 (x 4)             | 46,500 lbf PW 46,500 lbf GE 50,100 lbf RR | 54,750 lbf PW 52,500 lbf GE 53,000 lbf RR | 46,500 lbf                                | 54,750 lbf PW 55,640 lbf GE 53,000 lbf RR | 63,300 lbf PW 62,100 lbf GE 59,500 lbf RR    | 68,000 lbf (대략)                        |  |

## 같이 보기
- 보잉 747-8
- 보잉 747-400
- 보잉 747SP
- 보잉 E-4
- 보잉 VC-25
- 셔틀 운반 항공기
- 항공기 목록